# Тарич, Шандор
Шандор Тарич (венг. Tarics Sándor; 23 сентября 1913, Будапешт, Австро-Венгрия — 21 мая 2016, Сан-Франциско, США) — венгерский ватерполист, чемпион летних Олимпийских игр в Берлине (1936).

## Спортивная карьера
Уроженец Будапешта, выступал за спортивные клубы KISOK (1929—1932), Magyar AC (1932—1945). Являлся шестикратным призёром чемпионата Венгрии по водному поло (серебряный — 1933, 1935 и 1936, бронзовый — 1938, 1939 и 1940). Окончил гимназию Арпада в 1932 году и Венгерский королевский университет технологии и экономики имени Иосифа.
Член олимпийской сборной Венгрии по водному поло, сыгравшей в финальном матче Берлинской олимпиады (1936) против хозяев турнира — сборную Германии, чего было достаточно для победы в турнире. Принял участие в двух матчах своей сборной, забив два гола. Также трижды становился со своей сборной чемпионом Университетских игр (предшественником современных Универсиад) в 1933, 1935 и 1937 гг. В 1945 г. завершил спортивную карьеру. Награждён бронзовой медалью Миклоша Толди (1940), медалью Венгерского олимпийского комитета (2002) и Командорским крестом за гражданские заслуги (2003).

## Дальнейшая карьера
В 1941 г. в течение нескольких месяцев учился в Соединенных Штатах. В 1948 г. эмигрировал в США, где изучал гражданское строительство в университетах Беркли и Форт-Уэйна. Получив докторскую степень, стал успешным архитектором и инженером. В 1950 г. основал собственное архитектурное бюро в Сан-Франциско. 
Являлся профессором Калифорнийского технологического университета, специалистом в сфере строительной сейсмологии, участвовал в разработке революционного метода внедрения сейсмических амортизаторов «базовой изоляции» под большими зданиями, которые использовались мэриями Сан-Франциско и Окленда. Был сотрудником сейсмологической комиссии ООН. В 2002 г. избран почётным доктором Будапештского университета технологии и экономики.
На момент смерти был старейшим живущим олимпийским чемпионом, а также единственным живущим спортсменом — победителем довоенных Олимпийских игр. После его смерти старейшим олимпийским чемпионом стал багамский яхтсмен Дарвард Ноулз.